# Bořetice (Vysočina)
Bořetice é uma comuna checa localizada na região de Vysočina, distrito de Pelhřimov.